# Skara vattentorn
Skara vattentorn uppfördes 1898 och var i bruk fram till 1964. Tornet är idag ett välkänt landmärke i Skara och sedan 1995 förklarat byggnadsminne.
Vattentornet anlades 1898 efter ett konstruktionsförslag av avdelningschefen vid Göteborgs stadsbyggnadskontor, Johan Gustaf Richert. De ursprungliga fasadritningarna utfördes av den framstående göteborgsarkitekten Hans Hedlund. Tornets slutliga utseende är dock främst ett verk av arkitekt Ernst Torulf, som omarbetade Hedlunds förslag så att vattentornet istället för en tegelfasad kom att få en fasad helt i kalksten. 
I anläggningen ingick förutom vattenledningar, låg- och högreservoarer även ett maskinhus, "gamla elverket", beläget ca en kilometer norr om vattentornet, vid Västergötlands museums huvudbyggnad.
Vattentornets exteriör och tekniska utrustning består till stor del av komponenter från lokala och regionala leverantörer, vilket framgår av byggnadsföretagets omfattande dokumentation. Kalkstenen hämtades bland annat från lokala stenhuggerier i Gössäter och Bjällum, medan cisternen konstruerades i Forsvik.
Tornet är 52 meter högt upp till tornspiran. På 32 meters höjd, på skaftets krön, vilar cisternen, som rymmer ca 300 m3. Den bygges på plats och nitades ihop bit för bit efter samma teknik som när man byggde båtar. Fasaden består av grå och röd kalksten  utom runt cisternen där ytterväggarna består av så kallad rabbitzputs inom ett fackverk av järnbalkar. Tornets tak, som ursprungligen utgjordes av zinkplåt lagd i rutmönster, täcks numera av ett skivtäckt koppartak.
1964 stod ett nya vattentornet färdigt och det gamla hade därmed tjänat ut sin roll som vattenförsörjare. Sedan 1995 är vattentornet byggnadsminnesskyddat.